# Битка при Баграда
Битката при Баграда се провежда по време на Римската гражданска война на 24 август 49 пр.н.е. в провинция Африка.
Цезарианците с командир Гай Скрибоний Курион с Гай Азиний Полион губят битката при река Баграда (Bagradas, днес Меджерда в Тунис) против помпейците с командири Публий Атий Вар и нумидийския цар Юба I. Гай Скрибоний Курион и много от цезарианците са убити в битката.